# Krajowe Eliminacje 2018
Krajowe Eliminacje do Konkursu Piosenki Eurowizji 2018 fand am 3. März 2018 in Warschau statt und war der polnische Vorentscheid für den Eurovision Song Contest 2018 in Lissabon (Portugal).

## Format

### Konzept
Wie schon 2016 und 2017 nahmen zehn Teilnehmer am Vorentscheid teil. Es gab wieder nur eine Sendung, in der der Sieger zu 50 % von einer nationalen Jury und zu 50 % von einer internationalen Jury bestimmt wurde.

### Jury
Am 28. Februar 2018 gab TVP die fünf Mitglieder der Jury bekannt, die 50 % des Endergebnisses entschieden:

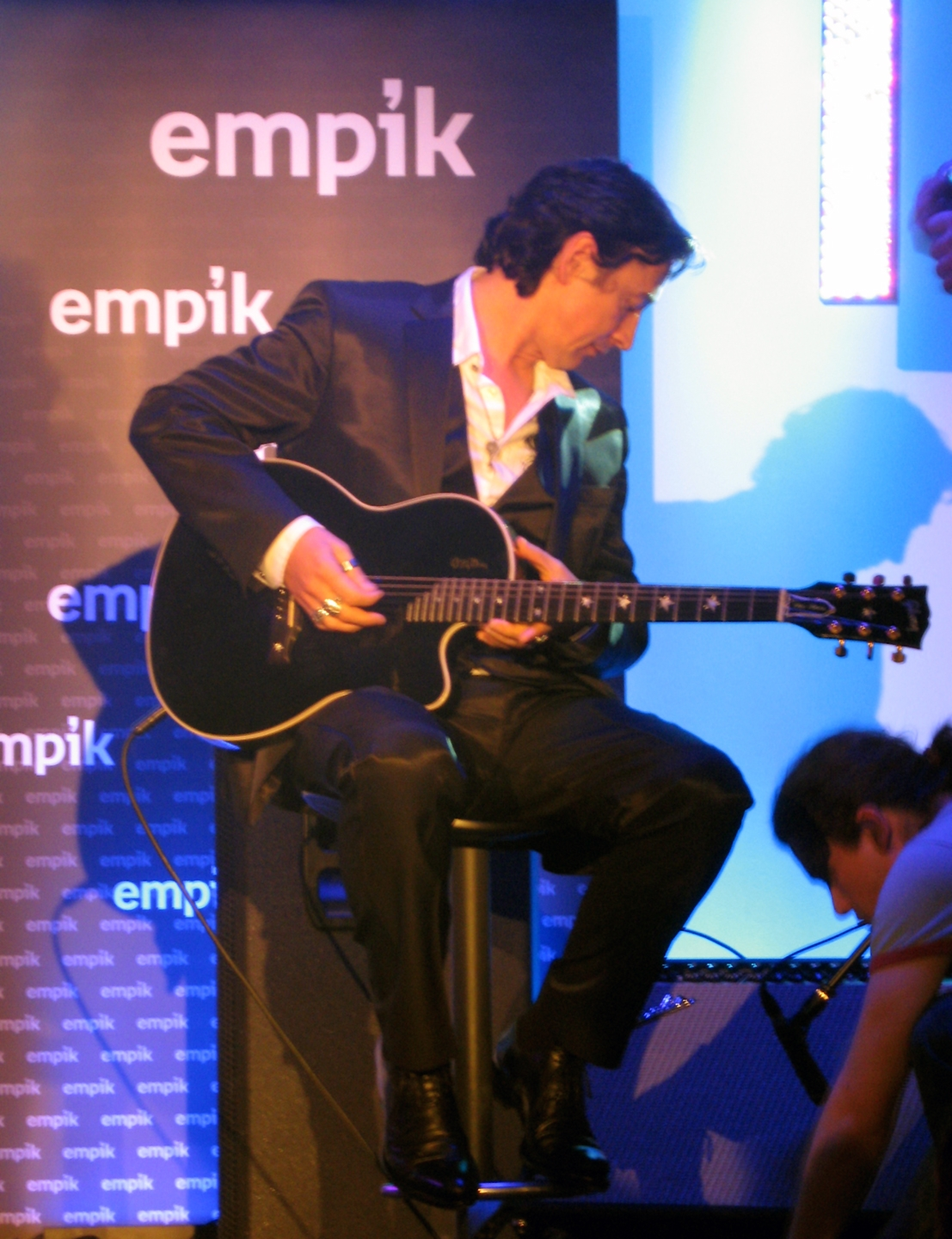
Jan Borysewicz
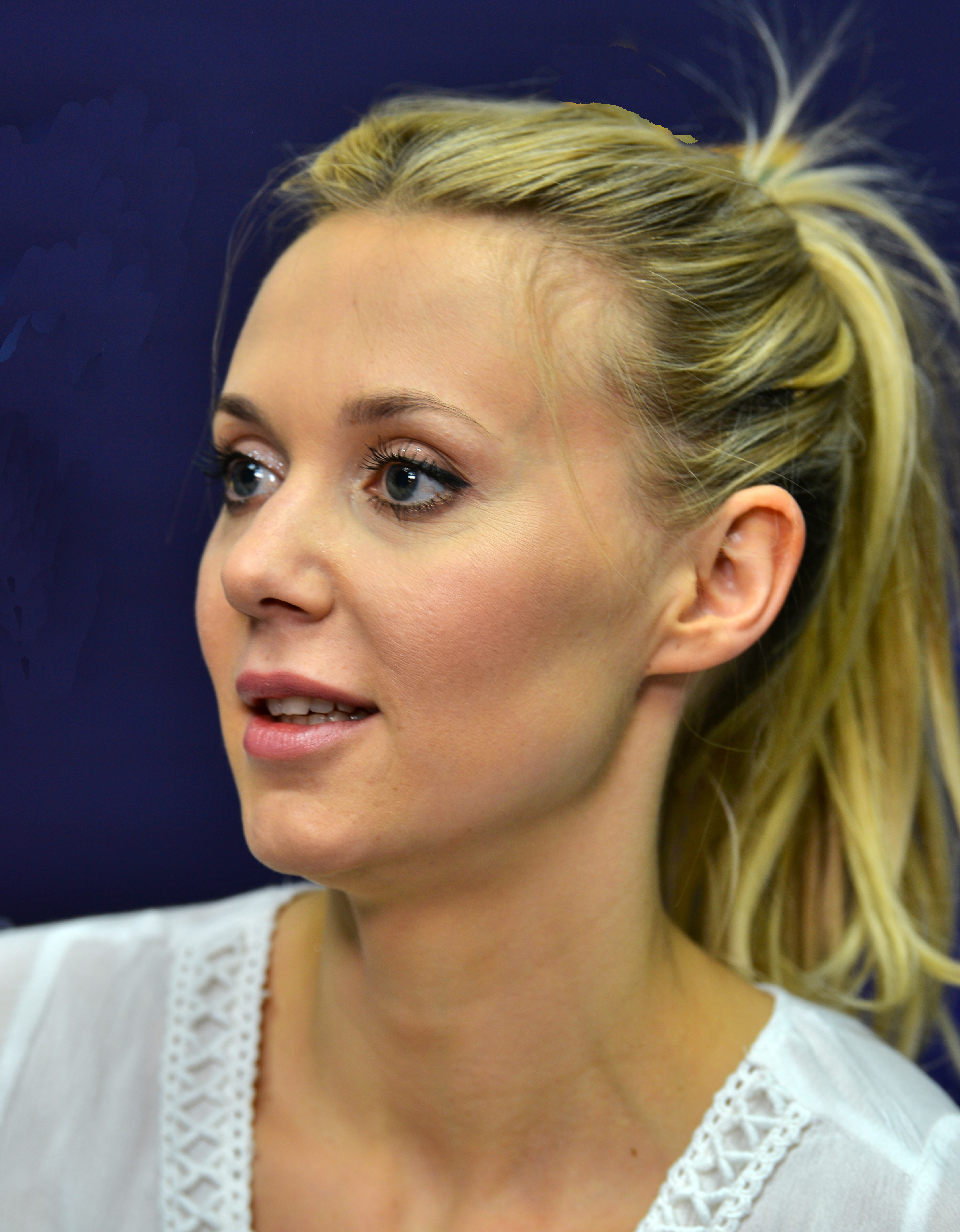
Kasia Moś
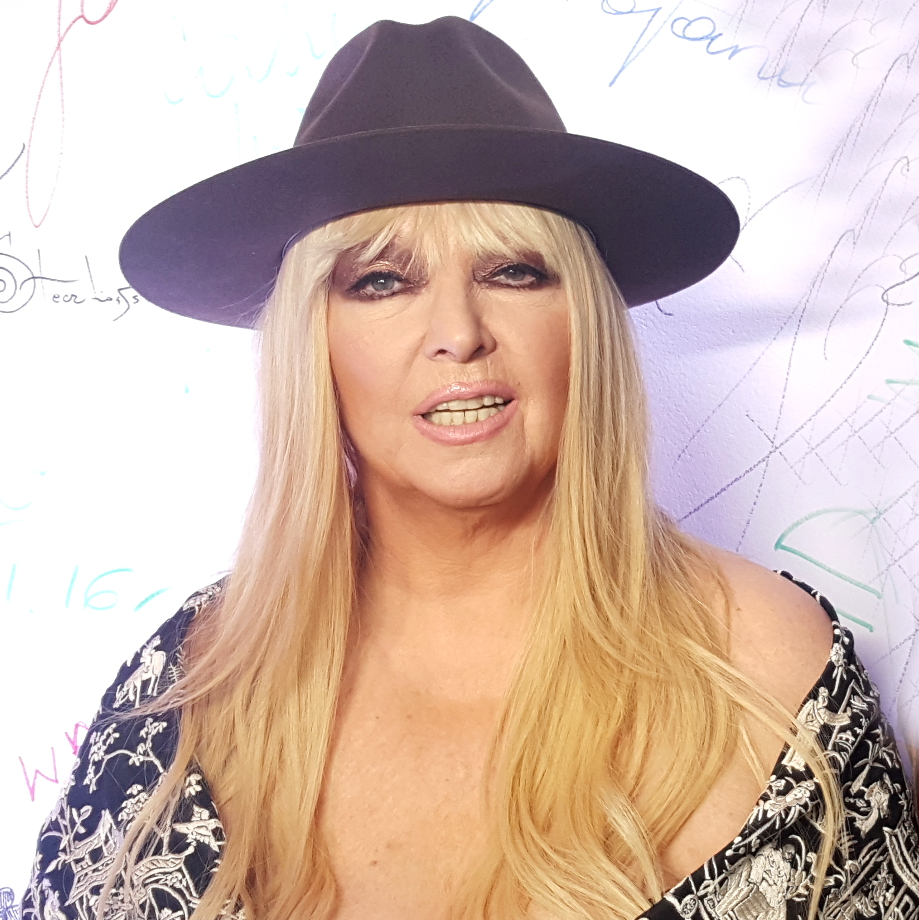
Maryla Rodowicz
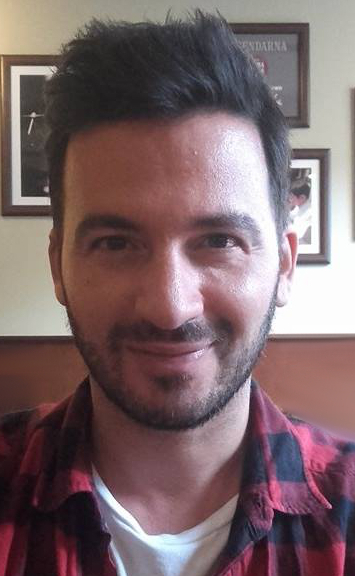
Stefano Terrazzino

- Jan Borisovich (Gitarrist und Leadsänger der Gruppe Lady Pank)
- Kasia Moś (Sängerin, Vertreterin Polens beim Eurovision Song Contest 2017)
- Maryla Rodowicz (Sängerin)
- Stefano Terrazzino (Sänger, Tänzer und Choreograph)
- Tabb (Musikproduzent)

### Beitragswahl
Vom 22. Dezember 2017 bis zum 1. Februar 2018 hatten Interessierte die Gelegenheit, Beiträge bei TVP einzureichen. Dabei musste der Text eines Liedes auf Englisch oder Polnisch gesungen werden. Die Komponisten durften dabei aber aus dem Ausland stammen. Eigentlich durften sich nur polnische Sänger bewerben, allerdings wurden die Regeln zum Vorentscheid am 28. Dezember 2017 geändert, so dass sich auch ausländische Sänger bewerben durften.

## Teilnehmer
Die zehn Teilnehmer des Vorentscheides wurden am 8. Februar 2018 bekannt gegeben. Sie wurden von einer Jury ausgewählt.
Als Pausenfüller traten Kasia Moś, die die Sendung im Jahr 2017 gewinnen konnte, Blue Café und Måns Zelmerlöw, der den Eurovision Song Contest 2015 für Schweden gewinnen konnte, auf.
| Platz | Startnr. | Interpret                 | Lied Musik (M) und Text (T)                                                                        | Sprache  | Übersetzung (Inoffiziell)   | Punkte | Punkte    | Punkte |
| Platz | Startnr. | Interpret                 | Lied Musik (M) und Text (T)                                                                        | Sprache  | Übersetzung (Inoffiziell)   | Jury   | Zuschauer | Gesamt |
| ----- | -------- | ------------------------- | -------------------------------------------------------------------------------------------------- | -------- | --------------------------- | ------ | --------- | ------ |
| 01.   | 06       | Gromee feat. Lukas Meijer | Light Me Up M/T: Andrzej Gromala, Lukas Meijer, Mahan Moin, Christian Rabb                         | Englisch | Erleuchte mich              | 08     | 12        | 20     |
| 02.   | 07       | Happy Prince              | Don't Let Go M/T: Jakub Prachowski                                                                 | Englisch | Lass es nicht gehen         | 12     | 07        | 19     |
| 03.   | 10       | Monika Urlik              | Momentum M/T: Ylva Persson, Linda Persson, Niklas Bergqvist, Simon Johansson                       | Englisch | Schwung                     | 07     | 10        | 17     |
| 04.   | 09       | Ifi Ude                   | Love Is Stronger M/T: Ifi Ude, Polly Scattergood, Glenn Kerrigan, Paweł Dziemski                   | Englisch | Liebe ist stärker           | 10     | 06        | 16     |
| 05.   | 02       | Marta Gałuszewska         | Why Don't We Go M/T: Marta Gałuszewska, Dominic Buczkowski-Wojtaszek, Sarah Reeve, Steven Manovski | Englisch | Warum gehen wir nicht?      | 06     | 08        | 14     |
| 06.   | 08       | Saszan                    | Nie chcę ciebie mniej M/T: Saszan, Lanberry, Piotr Siejka                                          | Polnisch | Ich will dich nicht weniger | 05     | 04        | 09     |
| 07.   | 03       | Maja Hyży                 | Błysk M/T: Lanberry, Jakub Krupski, Krzysztof Morange, Michał Głuszczuk, Piotr Siejka              | Polnisch | Haut                        | 04     | 03        | 07     |
| 08.   | 04       | Future Folk               | Krakowiacy i górale M/T: Nacy Aurąbrowski, Pam Swynfordczyk, San Sanzyński, Stan Stanzczykowski    | Polnisch | Krakauer und Goralen        | 02     | 05        | 07     |
| 09.   | 05       | Isabell Otrębus           | Delirium M/T: Elize Ryd, Jonas Thander                                                             | Englisch | Wahn                        | 03     | 02        | 05     |
| 10.   | 01       | Pablosson                 | Sunflower M/T: Paweł Stasiak, Jens Bjerelius                                                       | Englisch | Sonnenblume                 | 01     | 01        | 02     |

### Juryvoting
| Startnr. | Interpret                 | Lied                  | M. Rodowicz | Tabb | J. Borisovich | K. Moś | S. Terrazzino | Gesamt | Punkte |
| -------- | ------------------------- | --------------------- | ----------- | ---- | ------------- | ------ | ------------- | ------ | ------ |
| 01       | Pablosson                 | Sunflower             | 2           | 1    | 1             | 1      | 1             | 6      | 1      |
| 02       | Marta Gałuszewska         | Why Don't We Go       | 5           | 3    | 7             | 6      | 4             | 25     | 5      |
| 03       | Maja Hyży                 | Błysk                 | 3           | 6    | 4             | 5      | 2             | 20     | 3      |
| 04       | Future Folk               | Krakowiacy i górale   | 1           | 2    | 6             | 4      | 3             | 16     | 2      |
| 05       | Isabell Otrębus           | Delirium              | 4           | 4    | 2             | 3      | 6             | 19     | 3      |
| 06       | Gromee feat. Lukas Meijer | Light Me Up           | 12          | 12   | 3             | 7      | 8             | 42     | 8      |
| 07       | Happy Prince              | Don't Let Go          | 10          | 8    | 10            | 12     | 12            | 52     | 12     |
| 08       | Saszan                    | Nie chcę ciebie mniej | 6           | 5    | 5             | 2      | 5             | 23     | 4      |
| 09       | Ifi Ude                   | Love Is Stronger      | 8           | 10   | 8             | 10     | 10            | 46     | 10     |
| 10       | Monika Urlik              | Momentum              | 7           | 7    | 12            | 8      | 7             | 41     | 6      |